# Maati Khezzar
Maati Khezzar, né le 9 octobre 1945 à Casablanca, est un footballeur international marocain qui évoluait au poste d'attaquant.

## Biographie
Le 13 février 1969, il joue un match contre le Sénégal rentrant dans le cadre des éliminatoires du mondial 1970 (victoire 2-0).
Lors de la finale de la Coupe du Maroc 1969, la RS Settat affronte le 13 juillet 1969, le Kénitra AC dans le Stade d'honneur de Casablanca. Menant au score à la 32e minute, les Settatis réussissent à égaliser à la 49e minute, mais ne parviennent pas à prendre le dessus jusqu'à la fin des 90 minutes. Les prolongations ont alors lieu. La RS Settat avait perdu auparavant la finale de la Coupe du Maroc 1967. Maati Khezzar inscrit cette fois-ci le but de la victoire à la 96e, et permet à son club de remporter son unique sacre dans la compétition.
En club, Maati Khezzar évolue avec la Renaissance Sportive de Settat. Durant la Coupe du Maghreb des vainqueurs de coupe 1969-1970 qu'il remporte avec la RS Settat, il se distingue en terminant grâce à ses 2 buts, co-meilleur buteur de la compétition avec le Tunisien Moncef Khouini.

## Sélections en équipe nationale
1. 09/02/1969 Maroc - Hongrie à Casablanca 1 - 4 Amical
2. 13/02/1969 : Maroc - Sénégal : 2 - 0 Elim. CM 1970
3. 09/03/1969 Algérie - Maroc à Alger 2 - 0 Elim. CAN 1970
4. 10/12/1970 : Algérie - Maroc : 3 - 1 Elim. CAN 1972
5. 27/12/1970 : Maroc - Algérie : 3 - 0 Elim. CAN 1972
6. 14/03/1971 : Casablanca :Maroc vs Egypte : 3 - 0 Elim. CAN 1972
7. 16/04/1971 : Le Caire Egypte vs Maroc : 3 - 2 Elim. CAN 1972

## Les matchs olympiques
1. 05/11/1967 Casablanca : Maroc vs Tunisie 1 - 1 Elim. JO 1968
2. 26/11/1967  Tunis : Tunisie vs Maroc 0 - 0 Elim. JO 1968
3. 28/03/1971 Casablanca : Maroc vs Niger 5 - 2 Elim. JO 1972
4. 25/04/1971 Niamey : Niger vs Maroc 1 - 3 Elim. JO 1972 / 1 but
5. 30/06/1971 : Téhéran : Autriche Olympique vs Maroc 1 - 0 Tournoi de Perse